# Rezerwat przyrody Brody Czerwińskie
Rezerwat przyrody Brody Czerwińskie – leśny rezerwat przyrody położony na terenie gminy Czerwińsk nad Wisłą w powiecie płońskim (województwo mazowieckie).

## Powołanie
Obszar chroniony utworzony został 1 stycznia 2025 r. na podstawie Zarządzenia Regionalnego Dyrektora Ochrony Środowiska w Warszawie z dnia 17 grudnia 2024 r. w sprawie uznania za rezerwat przyrody „Brody Czerwińskie” (Dz. Urz. Woj. Mazowieckiego z 2024 r., poz. 12983). Powstał w ramach inicjatywy „100 rezerwatów na 100-lecie Lasów Państwowych”, jego nazwa pochodzi od brodu na Wiśle, którym przeprawiały się wojska Władysława Jagiełły przed bitwą pod Grunwaldem.

## Położenie
Rezerwat ma 71,14 ha powierzchni, a jego otulina – 83,18 ha. Obszar chroniony znajduje się w obrębie ewidencyjnym Wilkówiec, a otulina także w sąsiedniej Zdziarce, częściowo przy brzegu Wisły. Leży naprzeciwko Puszczy Kampinoskiej, a także Kępy Śladowskiej i drobniejszych wysepek. Położony jest w mezoregionie Kotliny Warszawskiej, podlega pod nadleśnictwo Płock (Regionalna Dyrekcja Lasów Państwowych w Łodzi). Leży w granicach terenów sieci Natura 2000: specjalnego obszaru ochrony siedlisk Kampinoska Dolina Wisły PLH140029 (w całości) i obszaru specjalnej ochrony ptaków Dolina Środkowej Wisły PLB140004 (częściowo), ponadto w granicach Nadwiślańskiego Obszaru Chronionego Krajobrazu oraz na granicy z otuliną Kampinoskiego Parku Narodowego.

## Charakterystyka
Celem ochrony rezerwatowej jest „zachowanie naturalnego kompleksu grądów i łęgów w dolinie rzeki Wisły”. Ze względu na dominujący przedmiot ochrony typ obszaru chronionego określono jako fitocenotyczny, a podtyp – zbiorowisk leśnych, natomiast ze względu na główny typ ekosystemu typ określono jako leśny i borowy, a podtyp – lasów nizinnych.
Rezerwat obejmuje las w zasadzie nieużytkowany gospodarczo i występujący wyspowo, otoczony polami uprawnymi. Występują w nim wzniesienia wysoczyzny polodowcowej z pagórkami przekraczającymi wysokość 100 m n.p.m., a także wąwozy i parowy. Granice obszaru chronionego wyznaczają brzeg Wisły i jej starorzecza, wały przeciwpowodziowe, zasięg linii lasu i drogi leśne, częściowo obejmuje on skarpę i terasę zalewową Wisły Obejmuje on kompleks leśny, w którym dominują grądy i łęgi z ponad 130-letnimi drzewami (maksymalnie do ok. 175 lat). Fragment kompleksu tworzy grąd miodnikowy, w którym występują rzadkie gatunki ciepłolubne, jak bukwica zwyczajna, konwalia majowa i ciemiężyk białokwiatowy. Oprócz tego stwierdzono tu obecność gatunków chronionych (podkolan biały, ozorek dębowy, kilka gatunków mchów), ponadto spośród zwierząt 26 gatunków ptaków, 8  ssaków oraz po 2 gadów i płazów.
Według stanu na styczeń 2025 rezerwat nie ma wyznaczonego planu ochrony ani zadań ochronnych. Rezerwat jest dostępny dzięki drogom i ścieżkom biegnącym przez Wilkówiec.